# 湖东镇 (沭阳县)
湖东镇，是中华人民共和国江苏省宿迁市沭阳县下辖的一个乡镇级行政单位。
2021 年 3 月 2 日，撤销了高墟镇、湖东镇这两个行政区划，然后设立了新的高墟镇。以原高墟镇、湖东镇的行政区域为新的高墟镇行政区域。

## 行政区划
湖东镇下辖以下地区：
湖东社区、河北村、新钱村、新湖村、孙于村、李场村、杨湾村、司杨村、木墩村、陆口村、杨跳村和莲河村。